# Vonore
Vonore ist eine Town im Monroe County und im Blount County im Osten des US-Bundesstaates Tennessee. Das U.S. Census Bureau hat bei der Volkszählung 2020 eine Einwohnerzahl von 1.574 ermittelt. 
Vonore liegt circa 35 Meilen südlich von Knoxville am Highway 411, direkt am Tellico Lake, einem Stausee, der 1979 am Zusammenfluss des Little Tennessee River und des Tellico River entstanden ist.

## Geschichte

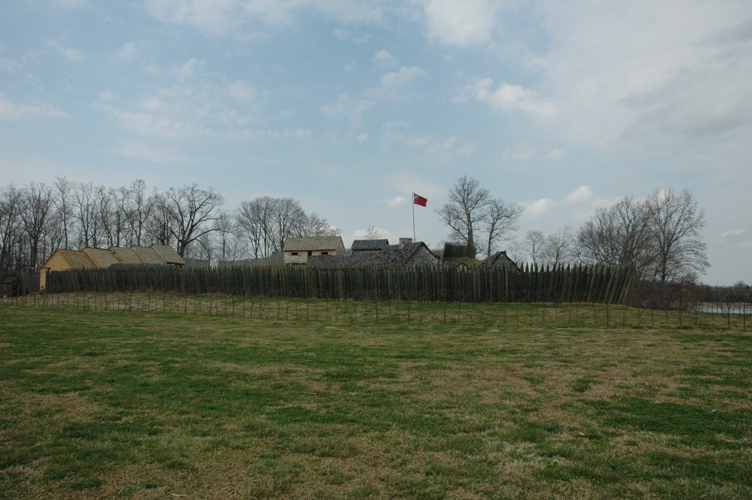
Fort Loudoun

Erste Spuren von einer Besiedlung der Gegend durch amerikanische Ureinwohner werden auf die Zeit um 7500 v. Chr. datiert und damit gehört dieser Ort zu den ältesten teilweise bewohnten Plätzen in Tennessee. Im 18. Jahrhundert kamen die ersten europäischen Entdecker in die Gegend, in der sich bereits die Overhill Cherokee in einigen Dörfern entlang des Little Tennessee River angesiedelt hatten. Dazu gehörte auch der Ort Tanasi, dessen Ortsname für den Namen des Staates Tennessee Pate gestanden hat. Weiterhin Chota, die Hauptstadt der Cherokee im 18. Jahrhundert, sowie Tuskegee, der Geburtsort von Sequoyah, dem Cherokee-Silberschmied und berühmten Erfinder der Cherokee-Silbenschrift. Tuskegee befand sich südlich des britischen Forts Loudoun. Dieses Fort war von den Engländern im Jahr 1756 in der Hoffnung errichtet worden, von den Cherokee Unterstützung während des Siebenjährigen Krieges in Nordamerika zu erhalten. Das Tellico Blockhouse, ein amerikanischer Vorposten am Little Tennessee River, war im Jahre 1794 gebaut worden, um den Frieden zwischen den Cherokee und den immer schneller vordringenden amerikanischen Siedlern sicherzustellen. Im Jahr 1819 wurde dann im sogenannten Calhoun-Vertrag von den Cherokee das Land, welches das heutige Monroe County umfasst, an die Vereinigten Staaten abgetreten. Kurz nach der Abtretung wurde das Monroe County gegründet.

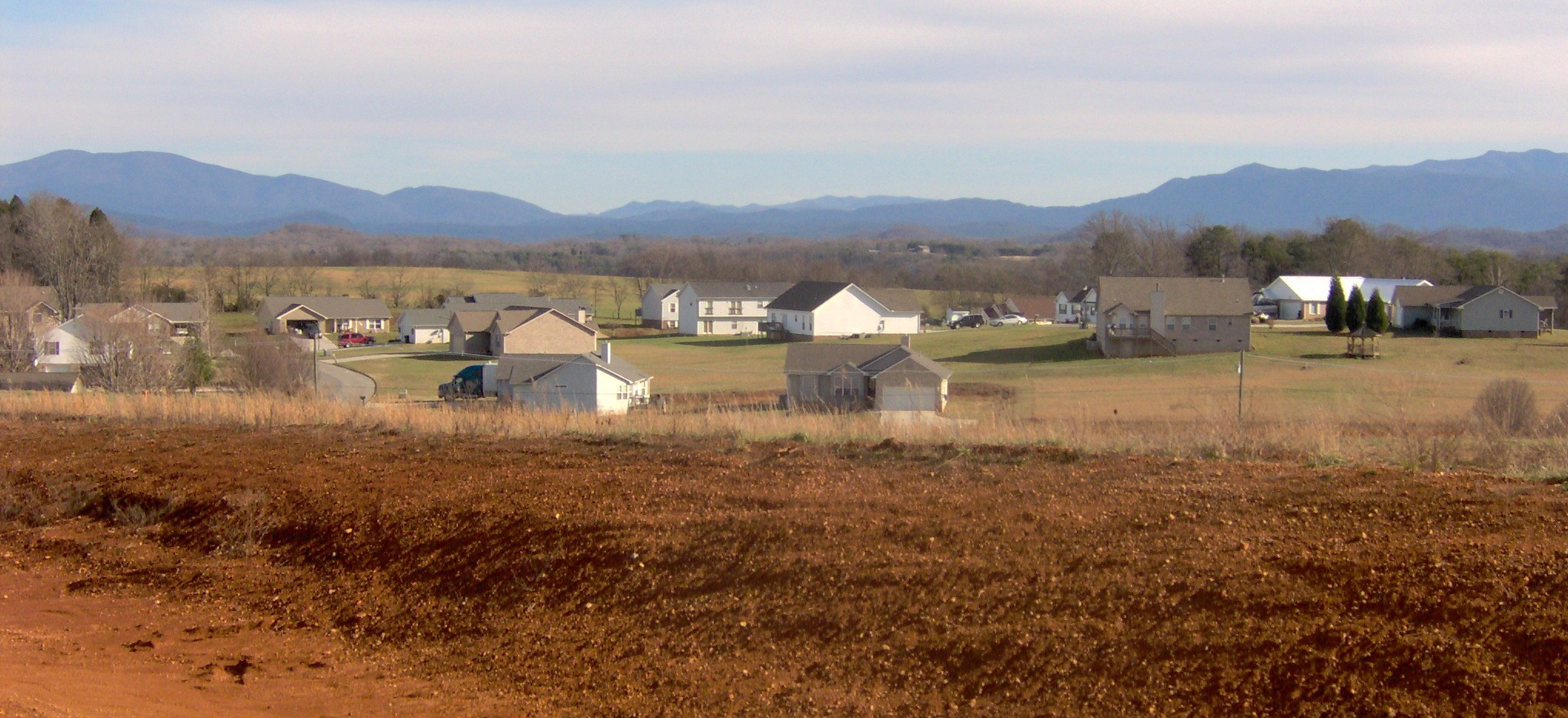
Ortsteil von Vonore, im Hintergrund die Great Smokies (links) und die Unicoi Mountains (rechts)

1890 wurde die erste Eisenbahnstrecke durch das Monroe County angelegt. Es entstand ein Zwischenstopp, der den Namen Upton Station trug. Dieser Bahnhof war gewissermaßen die Keimzelle des heutigen Ortes. Als drei Jahre nach Entstehung dieser Station
ein Arzt namens Walter Brownlow Kennedy ein Postamt für Upton Station beantragte, wurde ihm mitgeteilt, dass es ein Postamt dieses Namens bereits gäbe. Kennedy entschied sich daraufhin dafür, den Ort Vonore zu nennen, eine Kombination aus dem deutschen Wort von und dem englischen Wort ore für Erz. Kennedy ging nämlich davon aus, dass dieser Ort sich zu einer Bergbaustadt entwickeln würde.
Ein weiteres wichtiger Ereignis fand für diesen Ort im Jahr 1979 statt.
Als die Tennessee Valley Authority nämlich an der Mündung des Little Tennessee Rivers den Tellico Damm fertiggestellt hatte und anschließend das so entstandene Talsperrenbecken geflutet wurde, versanken die meisten archäologischen Stätten des Tales in den Fluten.
Dazu gehörte auch Tuskagee, Sequoyahs Geburtsort.
Das bereits vorher restaurierte Fort Loudoun musste umgesetzt werden, um nicht im Wasser zu verschwinden. Es gehört heute, ebenso wie die Umrisse des Tellico Blockhouse, zum archäologischen Erlebnispark Fort Loudoun State Park.